# Botilbud
 Der er for få eller ingen kildehenvisninger i denne artikel, hvilket er et problem. Du kan hjælpe ved at angive troværdige kilder til de påstande, som fremføres i artiklen.

Et botilbud er et tilbud for voksne mennesker, der af en eller anden grund ikke magter at bo alene, eller som har behov for støtte til de daglige funktioner.
Botilbud defineres i Lov om social service. 
De forskellige tilbud efter serviceloven er blandt andet :
- §107-botilbud - tilbud om midlertidigt ophold.
- §108-botilbud - tilbud om længerevarende ophold.
- §110-botilbud - korterevarende tilbud til hjemløse – tidligere kaldt forsorgshjem

Før servicelovens vedtagelse fandtes der institutioner med totaltilbud til beboerne, men med servicelovens indførelse i 1998 ophævede man institutionsbegrebet. Et botilbud er en selvstændig bolig, der betales husleje for, og den skal opfylde en række krav. Der kan tilbydes forskellige former for service til denne bolig f.eks. madlavning eller optræning, men det skal der enten betales for eller det skal bevilges særskilt efter andre paragraffer i serviceloven.[kilde mangler]